# Junior Eurovision Song Contest 2005
La terza edizione del Junior Eurovision Song Contest si è svolta il 26 novembre 2005 presso l'Ethias Arena di Hasselt, in Belgio.
Il concorso si è articolato in un'unica finale condotta da Marcel Vanthilt e Maureen Louys, ed è stato trasmesso in 18 (inclusa l'Australia) e visto da 25 milioni di spettatori circa. La durata totale del concorso è stata di 2 ore e 15 minuti.
In questa edizione hanno debuttato la Russia e la Serbia e Montenegro, unica partecipazione dello stato prima del referendum sull'indipendenza del Montenegro.
In questa edizione si sono anche visti i primi ritiri della manifestazione, quelli della Francia, Polonia e Svizzera. Inizialmente anche Cipro doveva prendere parte alla manifestazione, ma a causa dei problemi di plagio del brano selezionato, ha annunciato il suo ritiro in extremis, mantenendo tuttavia il diritto di voto.
La vincitrice è stata Ksenija Sitnik per la Bielorussia con My vmeste.

## Organizzazione
A seguito dei problemi d'organizzazione avvenuti durante l'edizione precedente, l'Unione europea di radiodiffusione (UER), ha annunciato che sarebbero state l'emittenti interessate a presentare una candidatura per organizzare la manifestazione. Il primo paese a presentare una candidatura con successo per ospitare la manifestazione nel 2005 è stato il Belgio.
Nel novembre 2003, sono state pubblicate informazioni secondo cui il concorso si sarebbe svolto nei Paesi Bassi. Nello stesso mese, il coordinatore dell'evento Jeroen Depraetere, ha annunciato che cinque paesi hanno espresso la volontà e l'interesse di organizzare il concorso.
Il 4 marzo 2004, è stato annunciato che il Belgio con le due emittenti nazionali VRT e RTBF avrebbero avuto l'onore di organizzare la manifestazione, battendo altre quattro candidature tra cui quella della Croazia (HRT) e quella dei Paesi Bassi (AVRO).

### Scelta della sede

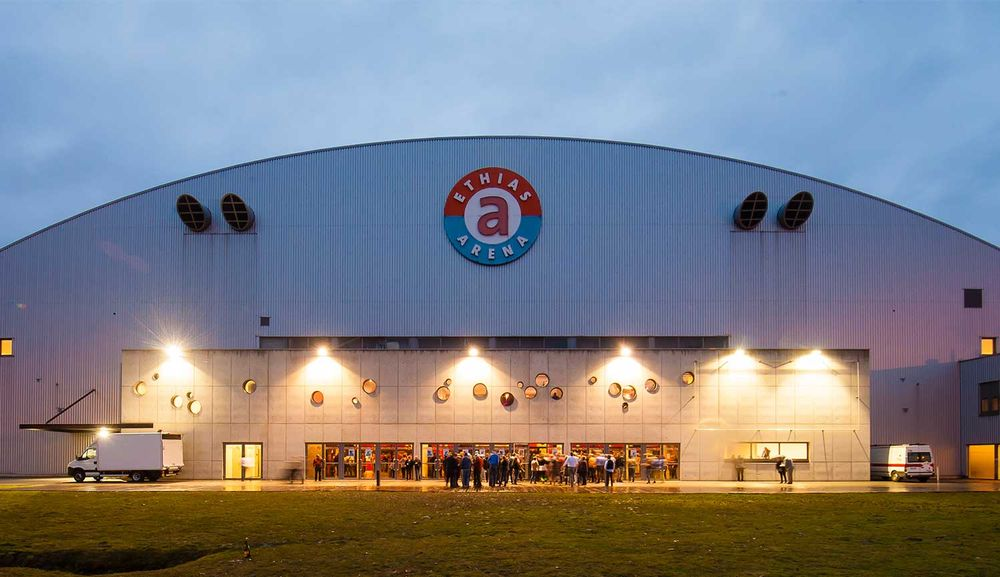
L'Ethias Arena, sede del Junior Eurovision Song Contest 2005.

Nel novembre 2004, è stato annunciato che la città fiamminga di Hasselt avrebbe ospitato l'evento all'interno della Ethias Arena, mentre la data dell'evento è stata annunciata poco dopo la fine dell'edizione precedente, svoltasi a Lillehammer.

### Sistema di voto
Il sistema di voto rimane invariato rispetto a quello dell'Eurovision Song Contest, con ogni paese che vota per le proprie 10 canzoni preferite, con punteggi da 1 a 8, 10 e 12. Inoltre, per la prima volta i punti da 1 a 5 apparivano automaticamente sul tabellone, con i portavoce che annunciavano solo i punti da 6 a 8, 10 e 12. I presentatori hanno iniziato assegnando 12 punti a tutti i paesi partecipanti, per evitare un possibile nul points.

### Presentatori
Il 13 ottobre 2005 sono stati annunciati i presentatori di questa edizione: Maureen Louys e Marcel Vanthilt.
- Maureen Louys, presentatrice vallone per RTBF, ha debuttato come presentatrice televisiva nel programma Tu passes quand tu veux con David Antoine.
- Marcel Vanthilt, presentatore fiammingo per VRT, è salito alla ribalta come membro del gruppo musicale Arbeid Adelt!, per poi intraprendere la carriera di presentatore televisivo sia in Belgio che nei Paesi Bassi.

## Stati partecipanti

Stati partecipanti
Stati che hanno partecipato in passato ma non nel 2005

Stati partecipanti
     Stati che hanno partecipato in passato ma non nel 2005
| Stato                  | Artista                            | Brano                       | Lingua       | Processo di selezione                                                    |
| ---------------------- | ---------------------------------- | --------------------------- | ------------ | ------------------------------------------------------------------------ |
| Belgio (organizzatore) | Lindsay                            | Mes rêves                   | Francese     | Eurokids 2005, 18 settembre 2005                                         |
| Bielorussia            | Ksenija Sitnik                     | My vmeste                   | Russo        | Junior Eurosong 2005                                                     |
| Croazia                | Lorena Jelusić                     | Rock Baby                   | Croato       | Dječja Pjesma Eurovizije 2005, 3 luglio 2005                             |
| Danimarca              | Nikolai Kielstrup                  | Shake Shake Shake           | Danese       | MGP Junior 2004, 17 settembre 2005                                       |
| Grecia                 | Alexandros & Kallī                 | Tōra einai ī seira mas      | Greco        | Eurovision Junior 2005                                                   |
| Lettonia               | Kids4Rock                          | Es esmu maza, jauka meitene | Lettone      | Bērnu Eirovīzija 2005                                                    |
| Macedonia              | Denis Dimovski                     | Rodendenski baknež          | Macedone     | Junior EuroSong 2005                                                     |
| Malta                  | Thea & Friends                     | Make It Right               | Inglese      | Junior Song For Europe 2005                                              |
| Norvegia               | Malin Reitan                       | Sommer og skolefri          | Norvegese    | Melodi Grand Prix Junior 2005, 28 maggio 2005                            |
| Paesi Bassi            | Tess Gaerthé                       | Stupid                      | Olandese     | Junior Songfestival 2005                                                 |
| Regno Unito            | Joni Fuller                        | How Does It Feel?           | Inglese      | Junior Eurovision Song Contest: The British Final 2005, 4 settembre 2005 |
| Romania                | Alina Eremia                       | Ţurai!                      | Rumeno       | Selecţia Naţională Eurovision Junior 2005                                |
| Russia                 | Vladislav Krutskich & Street Magic | Doroga k solncu             | Russo        | Junior EuroSong 2005                                                     |
| Serbia e Montenegro    | Filip Vučić                        | Ljubav pa fudbal            | Montenegrino | Junior Beovizija 2005                                                    |
| Spagna                 | Antonio José                       | Te traigo flores            | Spagnolo     | Eurojunior 2005                                                          |
| Svezia                 | M+                                 | Gränslös kärlek             | Svedese      | Lilla Melodifestivalen 2005, 7 ottobre 2005                              |

## L'evento
La manifestazione si è svolta il 20 novembre 2004 alle 20:15 CET; vi hanno gareggiato 17 paesi. In questa edizione, il Cipro pur non essendo un paese partecipante, ha mantenuto il diritto di voto.
L'ordine d'esibizione è stato condotto in due fasi; nella prima, svoltasi presso il municipio di Hasselt, sono state attuate tre estrazioni: una per selezionare i paesi che si sarebbero esibiti per primo ed ultimo; una seconda per decidere la posizione del paese ospitante; ed una terza per dividere i restanti 14 paesi in due gruppi di cinque (per le posizioni dal 2-6 e 7-11) e uno di quattro (per le posizioni 13-15).
La seconda fase della selezione dell'ordine d'esibizione è stata condotta dal gruppo direttivo del JESC. Il gruppo ha deciso le posizioni esatte dei paesi all'interno dei tre gruppi, tenendo conto, ad esempio, che nella manifestazione non possono essere eseguite consecutivamente tre brani con un genere musicale simile oppure tre canzoni provenienti da paesi dalla medesima regione geografica europea. Questo sistema era già stato utilizzato nell'edizione precedente di Lillehammer.
Nell'Interval Act si sono esibiti: Vladik Mjagkostupov del Cirque du Soleil, che si è esibito con un numero circense, e María Isabel che si è esibita con un medley di Antes muerta que sencilla e Pues va a ser que no.
| Nº | Stato               | Artista                            | Brano                       | Punti | Posizione |
| -- | ------------------- | ---------------------------------- | --------------------------- | ----- | --------- |
| 01 | Grecia              | Alexandros & Kallī                 | Tōra einai ī seira mas      | 88    | 6         |
| 02 | Danimarca           | Nikolai Kielstrup                  | Shake Shake Shake           | 121   | 4         |
| 03 | Croazia             | Lorena Jelusić                     | Rock Baby                   | 36    | 12        |
| 04 | Romania             | Alina Eremia                       | Ţurai!                      | 89    | 5         |
| 05 | Regno Unito         | Joni Fuller                        | How Does It Feel?           | 28    | 14        |
| 06 | Svezia              | M+                                 | Gränslös kärlek             | 22    | 15        |
| 07 | Russia              | Vladislav Krutskich & Street Magic | Doroga k solncu             | 66    | 9         |
| 08 | Macedonia           | Denis Dimovski                     | Rodendenski baknež          | 68    | 8         |
| 09 | Paesi Bassi         | Tess Gaerthé                       | Stupid                      | 82    | 7         |
| 10 | Serbia e Montenegro | Filip Vučić                        | Ljubav pa fudbal            | 29    | 13        |
| 11 | Lettonia            | Kids4Rock                          | Es esmu maza, jauka meitene | 50    | 11        |
| 12 | Belgio              | Lindsay                            | Mes rêves                   | 63    | 10        |
| 13 | Malta               | Thea & Friends                     | Make It Right               | 18    | 16        |
| 14 | Norvegia            | Malin Reitan                       | Sommer og skolefri          | 123   | 3         |
| 15 | Spagna              | Antonio José                       | Te traigo flores            | 146   | 2         |
| 16 | Bielorussia         | Ksenija Sitnik                     | My vmeste                   | 149   | 1         |

12 punti
| N. | A           | Da                                                |
| -- | ----------- | ------------------------------------------------- |
| 4  | Spagna      | Grecia, Regno Unito, Romania, Serbia e Montenegro |
| 3  | Bielorussia | Malta, Lettonia, Russia                           |
| 2  | Danimarca   | Macedonia, Norvegia                               |
| 2  | Grecia      | Cipro, Croazia                                    |
| 2  | Norvegia    | Danimarca, Svezia                                 |
| 1  | Belgio      | Paesi Bassi                                       |
| 1  | Paesi Bassi | Belgio                                            |
| 1  | Romania     | Spagna                                            |
| 1  | Russia      | Bielorussia                                       |

## Portavoce
- Cipro: Stella Maria Koukkidī (Portavoce nella scorsa edizione)
- Grecia: Giōrgos Kotsougiannīs (Rappresentante dello Stato al Junior Eurovision Song Contest 2004 come parte della Secret Band)
- Danimarca: Caroline Forsberg Thybo (Rappresentante dello Stato al Junior Eurovision Song Contest 2004 come parte dei Cool Kids)
- Croazia: Nika Turković (Rappresentante dello Stato al Junior Eurovision Song Contest 2004)
- Romania: Beatrice Soare
- Regno Unito: Vicky Gordon
- Svezia: Halahen Zajden
- Russia: Roman Kerimov
- Macedonia: Vase Dokovski
- Paesi Bassi: Giovanni Kemper
- Serbia e Montenegro: Jovana Vukčević
- Lettonia: Kristiana Stirane
- Belgio: Max Colombie
- Malta: Stephanie Bason
- Norvegia: Karoline Wendelborg
- Spagna: Gonzalo Gutierrez Blanco
- Bielorussia: Anton Ledjaev

## Trasmissione dell'evento e commentatori
| Paese               | Emittente | Stazione               | Commentatori                       | Note   |
| ------------------- | --------- | ---------------------- | ---------------------------------- | ------ |
| Albania             | RTSH      | TVSH                   | Sconosciuto                        |        |
| Australia           | SBS       | SBS Television         | Nessuno                            |        |
| Belgio              | VRT       | Één                    | Ilse Van Hoecke André Vermeulen    |        |
| Belgio              | RTBF      | La Une                 | Jean-Louis Lahaye                  |        |
| Bielorussia         | BTRC      | Belarus 1, Belarus 24  | Denis Kur'jan                      |        |
| Cipro               | CyBC      | RIK 1                  | Sconosciuto                        |        |
| Croazia             | HRT       | HRT 1                  | Sconosciuto                        |        |
| Danimarca           | DR        | DR1                    | Nicolai Molbech                    |        |
| Grecia              | ERT       | ERT1 ERT Sat           | Sconosciuto                        |        |
| Israele             | IBA       | C1                     | Nessuno                            | [ 10 ] |
| Lettonia            | LTV       | LTV1                   | Kārlis Streips Valters Frīdenbergs |        |
| Macedonia           | MRT       | MTV 1                  | Milanka Rašik                      |        |
| Malta               | PBS       | TVM                    | Valerie Vella                      |        |
| Norvegia            | NRK       | NRK1                   | Nadia Hasnaoui                     |        |
| Paesi Bassi         | NPO       | Nederland 1            | Tooske Ragas                       |        |
| Portogallo          | RTP       | RTP1                   | Eládio Clímaco                     | [ 11 ] |
| Regno Unito         | ITV       | ITV2                   | Michael Underwood                  | [ 12 ] |
| Romania             | TVR       | TVR1 TVRi              | Ioana Isopecu Alexandru Nagy       |        |
| Russia              | VGTRK     | Rossija 1 RTR-Planeta  | Jurij Nikolaev                     |        |
| Serbia e Montenegro | UJRT      | RTS 2 RTS Sat          | Duška Vučinić-Lučić                |        |
| Spagna              | TVE       | TVE1 TVE Internacional | Beatriz Pécker Lucho               | [ 13 ] |
| Svezia              | SVT       | SVT1                   | Josefine Sundström                 |        |
| Ucraina             | NTU       | Pershyi                | Timur Mirošnyčenko                 | [ 14 ] |

## Stati non partecipanti
- Cipro: CyBC aveva aderito all'evento e la sua concorrente, Rena Kyriakidī, era stata ufficialmente inserita nella lista dei partecipanti; tuttavia, il 13 ottobre 2005 l'emittente ha dovuto annunciare il ritiro in extremis dalla manifestazione a causa di presunti problemi di plagio con il brano selezionato; ciò, non ha impedito, comunque, all'emittente di trasmettere l'evento in diretta e di mantenere il diritto di voto.[2]
- Francia: France 3 ha annunciato il ritiro della manifestazione citando una ristrutturazione all'interno del canale e per i bassi ascolti registrati durante l'edizione precedente.[15][16]
- Georgia: GPB aveva manifestato interesse, ed è stato inserito nella lista dei partecipanti provvisoria. Tuttavia l'UER ha annunciato che l'emittente sarebbe diventata membro effettivo solamente dopo la scadenza del termine ultimo di iscrizione, costringendo il paese caucasico a debuttare nella prossima edizione.[17]
- Lituania: LRT aveva mostrato interesse nel partecipare,[18] tuttavia si è successivamente ritirata per motivi non specificati.[19]
- Polonia: Nonostante abbia firmato un contratto di 3 anni di partecipazione con l'UER, TVP ha annunciato il ritiro per mancanza di interesse e dei scarsi risultati.[20]
- Svizzera: RSI ha annunciato il ritiro dalla manifestazione citando dei problemi finanziari e di mancanza d'interesse e sostegno da parte delle altre emittenti multilingue della SRG SSR.[21]
- Ucraina: NTU aveva mostrato interesse nel partecipare,[18] tuttavia si è successivamente ritirata per motivi non specificati.